# Kelvin Graham
Kelvin Graham (?, Queensland, 27 de abril de 1964) é um ex-canoísta australiano especialista em provas de velocidade.

## Carreira
Foi vencedor da medalha de bronze em K-2 1000 m em Seul 1988, junto com o seu colega de equipa Peter Foster.
Foi vencedor da medalha de bronze em K-4 1000 m em Barcelona 1992, junto com os seus colegas de equipa Ramon Andersson, Ian Rowling e Steven Wood.